# Херкулови стубови
Херкулови стубови (грч. Ἡράκλειαι Στῆλαι, шп. Columnas de Hércules) јесте фраза која је кориштена у античком добу за узвишења која окружују улаз у Гибралтарски мореуз. Сјеверни стуб, Калпе монс, јесте Гибралтарска стијена. Одговарајуће сјеверноафричко узвишење које није доминантно као европско, а идентификује се као јужни стуб, Абила монс, оспоравано је током историје, с тим да су два највјероватнија кандидата Монте Хачо у Сеути и Џебел Муса у Мароку.
- Европски Херкулов стуб: Гибралтарска стијена (први план), са сјеверноафричком обалом и Џебел Мусом у позадини
- Џебел Муса, један од кандидата за сјеверноафрички Херкулов стуб, фотографисан из Тарифе, на другој обали Гибралтарског мореуза
- Херкулови стубови из Средоземног мора: лијево, Џебел Муса, десно, Гибралтарска стијена